# Конституция на Швейцария
Сегашната федерална конституция на Конфедерация Швейцария е от 18 април 1999 година.

## История
Първата конституция на страната е приета на 12 септември 1848 година, с която се образува конфедерацията Швейцария.

## Структура
Конституцията на Швейцария съдържа 196 члена, поределени на 6 раздела.